# Macará
Macará es una ciudad ecuatoriana; cabecera cantonal del Cantón Macará, así como la cuarta urbe más grande y poblada de la Provincia de Loja. Se localiza al sur de la región Interandina del Ecuador, en la línea de frontera a orillas del río Macará, a una altitud de 425 m s. n. m. y con un clima tropical sabana de 26 °C en promedio.
Sus orígenes datan de la época incaica, pero es a mediados del siglo XX, debido a la producción de arroz, la construcción del Puente Internacional y firma de la Paz con Perú, cuando presenta un acelerado crecimiento demográfico hasta convertirse en uno de los principales núcleos urbanos de la provincia. Es uno de los más importantes centros administrativos, económicos, financieros y comerciales de Loja. Las actividades principales de la ciudad son el comercio con Perú, el cultivo de arroz y el turismo.

## Datos básicos
- Altitud 350 a 440 m s. n. m..
- Temperatura promedio 25 a 33 °C.
- Clima Cálido seco.

## Historia
Según la historia Macará es de origen incásico de una tribu peruana llamada Macarara, perteneciente a la nacionalidad palta. Macará fue elevada a categoría de cantón el 22 de septiembre de 1902. Fue un asentamiento indígena en época de la conquista, pues el padre Juan de Velasco ya lo anota en su mapa del Reino de Quito. En los primeros años de la república el asentamiento poblacional se reducía a varias casuchas diseminadas en varios puntos de la zona, hasta que en el año de 1837 llegó a la región el general Juan Otamendi, patriota y héroe de la independencia, quien comprendiendo que había los elementos necesarios, se empeñó en la empresa de formar un pueblo.
No existe constancia del tiempo en el cual aparecieron las viviendas de los primeros habitantes de Macará. Solo se sabe que en las postrimerías de la Colonia este pueblo era un pequeño caserío denominado "San Antonio", formado por ranchos construidos en desorden, con techo de paja y paredes de varas unidas verticalmente donde vivían algunas familias de negros, encargados de cuidar rebaños de ganado vacuno correspondientes al Curato de Sozoranga.
El General Juan Otamendi, quien tenía la misión de vigilar la frontera, fue quien se preocupó por dar iniciación a las labores de urbanización, hacer el trazado de las calles de la futura urbe y dictar sus primeras disposiciones para el ordenamiento de las edificaciones.
La fundación de Macará se debe al capitán Juan Felipe Tamayo del Castillo quien bautizó a la creciente población como "San Antonio de Macará".

## Economía
La economía de Macará se sustenta en la agricultura y el comercio, al estar ubicada en la zona de  frontera;  por sus características tropicales se cultiva  arroz, maíz, camote, algodón, frutales y otros productos. El cultivo que ocupa mayor superficie cultivada en Macará es el arroz, seguido por el maíz; estos productos  dinamizan en gran parte la economía del cantón Macará. El comercio con Perú es otro de los rubros importantes, además del transporte de bienes y mercancías a través del Puente Internacional de Macará.
Por su posición geográfica ha cumplido singular lealtad en el papel decoroso de ser centinela, sin relevo, de la patria. En los últimos días se ha planteado la necesidad de que el aeropuerto –ubicado en el centro de la ciudad, dividiendo a las parroquias urbanas Macará y General Eloy Alfaro– sea transformado en un gran parque lineal, y una parte de sus terrenos sea para la construcción de viviendas populares.

## Geografía
Geográficamente Macará se asienta en una llanura de piedemonte, característicamente tierras bajas de litoral, ubicada en el valle del Río Macará, el territorio es llano y de relieves colinados enmarcados entre varias cordilleras.
Macará pertenece a la zona de Andes Bajos del sur de Ecuador, recibiendo la influencia directa del desierto costero del norte de Perú

## Clima
Macará posee  un  clima  Tropical sabana,  con  una  temperatura  promedio  de  26 °C,  el  clima  es caluroso, se caracteriza porque presenta altas temperaturas, una buena  cantidad  de  horas  de  sol, alta radiación solar, lluvias estacionales y corrientes cálidas provenientes del desierto de Sechura.
Durante la estación de lluvias, corta y sofocante, el Fenómeno del Niño trae consigo altas temperaturas y humedad ambiental,  así como un régimen anual de precipitaciones que se presenta entre enero y abril.
La temporada seca  es  prolongada y calurosa; las temperaturas más altas en el año sobrepasan los 38 °C, mientras  las  más bajas pueden caer hasta 14 °C.
En promedio las temperaturas máximas diarias sobrepasan los 32 °C, con mininas de 18 °C.
La ola de calor llega en noviembre y se extiende hasta abril, es la época más cálida del año, aquí la sensación térmica alcanza picos de  +40 °C. A mediados de año en julio, las brisas frescas del sur hacen bajar la temperatura hasta 15 °C por las noches.
Durante el año hay poca lluvia y en  un  año,  la  precipitación  media  es  280 mm;  marzo  es  el  mes  más  lluvioso  con  100 mm en  promedio  y  agosto  es  el  mes  más  seco  con 0 mm. La insolacion supera las 3100 horas de sol en el año.
| Parámetros climáticos promedio de Macará, Ecuador | Parámetros climáticos promedio de Macará, Ecuador | Parámetros climáticos promedio de Macará, Ecuador | Parámetros climáticos promedio de Macará, Ecuador | Parámetros climáticos promedio de Macará, Ecuador | Parámetros climáticos promedio de Macará, Ecuador | Parámetros climáticos promedio de Macará, Ecuador | Parámetros climáticos promedio de Macará, Ecuador | Parámetros climáticos promedio de Macará, Ecuador | Parámetros climáticos promedio de Macará, Ecuador | Parámetros climáticos promedio de Macará, Ecuador | Parámetros climáticos promedio de Macará, Ecuador | Parámetros climáticos promedio de Macará, Ecuador | Parámetros climáticos promedio de Macará, Ecuador |
| Mes                                               | Ene.                                              | Feb.                                              | Mar.                                              | Abr.                                              | May.                                              | Jun.                                              | Jul.                                              | Ago.                                              | Sep.                                              | Oct.                                              | Nov.                                              | Dic.                                              | Anual                                             |
| ------------------------------------------------- | ------------------------------------------------- | ------------------------------------------------- | ------------------------------------------------- | ------------------------------------------------- | ------------------------------------------------- | ------------------------------------------------- | ------------------------------------------------- | ------------------------------------------------- | ------------------------------------------------- | ------------------------------------------------- | ------------------------------------------------- | ------------------------------------------------- | ------------------------------------------------- |
| Temp. máx. abs. (°C)                              | 40.1                                              | 40.5                                              | 39.6                                              | 37.5                                              | 35.6                                              | 35.0                                              | 33.2                                              | 34.5                                              | 36.2                                              | 37.5                                              | 38.2                                              | 39.1                                              | 37.3                                              |
| Temp. máx. media (°C)                             | 34.1                                              | 34.5                                              | 34.2                                              | 34.5                                              | 34.1                                              | 32.5                                              | 32.0                                              | 33.0                                              | 33.9                                              | 34.0                                              | 34.2                                              | 34.1                                              | 33.5                                              |
| Temp. media (°C)                                  | 27.2                                              | 27.9                                              | 27.2                                              | 27.8                                              | 26.7                                              | 25.9                                              | 25.0                                              | 25.2                                              | 25.6                                              | 25.6                                              | 26.2                                              | 26.7                                              | 26.5                                              |
| Temp. mín. media (°C)                             | 22.0                                              | 22.5                                              | 22.3                                              | 22.2                                              | 21.0                                              | 19.0                                              | 17.0                                              | 16.0                                              | 16.5                                              | 17.0                                              | 19.0                                              | 20.0                                              | 19.0                                              |
| Temp. mín. abs. (°C)                              | 18.0                                              | 18.3                                              | 18.5                                              | 18.3                                              | 17.0                                              | 16.0                                              | 15.0                                              | 15.0                                              | 15.0                                              | 15.2                                              | 15.3                                              | 15.0                                              | 15.2                                              |
| Precipitación total (mm)                          | 30                                                | 52                                                | 110                                               | 57                                                | 17                                                | 4                                                 | 0                                                 | 0                                                 | 0                                                 | 0                                                 | 2.5                                               | 8                                                 | 280.5                                             |
| Días de precipitaciones (≥ 1.0 mm)                | 5                                                 | 9                                                 | 16                                                | 7                                                 | 4                                                 | 2                                                 | 0                                                 | 0                                                 | 0                                                 | 0                                                 | 1                                                 | 2                                                 | 47                                                |
| Fuente n.º 1: World Meteorological Organization   |                                                   |                                                   |                                                   |                                                   |                                                   |                                                   |                                                   |                                                   |                                                   |                                                   |                                                   |                                                   |                                                   |
| Fuente n.º 2: NOAA                                |                                                   |                                                   |                                                   |                                                   |                                                   |                                                   |                                                   |                                                   |                                                   |                                                   |                                                   |                                                   |                                                   |

## Turismo
El turismo desde los últimos años, se encuentra en constante cambio e innovación. La ciudad se encuentra con una creciente reputación como destino turístico por su privilegiada ubicación. A través de los años, Macará ha incrementado notablemente su oferta turística; actualmente, el índice turístico creció gracias a la campaña turística emprendida por el gobierno de Rafael Correa: "All you need is Ecuador". El turismo de la ciudad se enfoca en su belleza natural, interculturalidad, gastronomía, y deportes de aventura. En cuanto al turismo ecológico, la urbe cuenta con espaciosas áreas verdes a su alrededor, y la mayoría de los bosques y atractivos turísticos cercanos están bajo su jurisdicción. A través de los años ha continuado con su tradición comercial, y actualmente en un proceso fundamentalmente económico, apuesta al turismo, reflejándose en los cambios en el ornato de la ciudad. Los destinos turísticos más destacados son:
- Reserva Biológica Jorupe: Cuenta con abundantes especies de flora y fauna. La reserva está administrada por La Fundación Jocotoco, ubicada a 5 km de la ciudad Macará; su misión está encaminada en motivar al ciudadano nacional y extranjero amante de las aves y la conservación. El Urraca Lodge se ubica dentro del bosque seco tumbesino. La reserva posee instalaciones de acceso provechoso para fines educativos y turísticos. Cuenta con 7 cabañas, cada cabaña consta con los servicios básicos como baño privado, entre otros. Junto a estas cabañas está diseñada la cabaña principal que es de uso múltiple para reuniones, conferencias y también ofrece el servicio de restaurante para quienes se alojen en este sector como equipos de investigación, grupos de turistas, y visitantes en general.

- Reserva Ecológica Laipuna: Ubicada al margen izquierdo del río Catamayo en el barrio Canguraca, esta cuenta con una extensión de 1600 hectáreas de bosque seco.

- Fondos Azules: este atractivo de cascadas, se encuentra vía al cantón Zapotillo, en el barrio Laguar, de la Parroquia y cantón Macará, a 12 km de la urbe de la ciudad, en la parte sur de la misma, la cual goza de un clima cálido y paisaje natural; para llegar hasta las cascadas, se tiene que recorrer una vía de tercer orden.

- Playa Guayabito: Esta playa se encuentra rodeada de un bosque seco de gran magnitud, esto se debe principalmente a su privilegiado clima caluroso. La Playa Guayabito ha querido plasmar la esencia de esta hermosa ciudad. La playa es un mundo por admirar no solo por su bosque, sino porque ofrece un clima para disfrutar del sol, arena, y brisa.

- La Lajilla: Es un balneario natural que se encuentra en la parroquia Eloy Alfaro, aproximadamente a 3 km al este de la ciudad, en las riberas del río Macará; en este lugar, la municipalidad ha acondicionado el sector para así brindar al turista o visitantes la comodidades que requiere.

- El Resbaloncito: Se encuentra ubicado en la vía Panamericana a 5.5 km de la ciudad de Macará vía a Catacocha, este sector se caracteriza por presentar o simular un resbalón con agua el mismo que es de piedra sólida y que brinda a quienes gustan disfrutar de lo natural una experiencia única.

### Festividades
Destaca el Carnaval en el mes de febrero y las Fiestas en los meses de agosto (del 1 al 12 de agosto, Feria de Integración Fronteriza de Macará) y septiembre (del 15 al 24 de septiembre, Fiestas de Cantonización, resaltando el día 22, que es el día principal).